# Mashona Washington
Mashona Washington (Flint, Michigan, 31 mei 1976) is een tennisspeelster uit de Verenigde Staten van Amerika. Zij begon op vierjarige leeftijd met tennis. In 1993 speelde zij voor het eerst op een ITF-toernooi.
Op het ITF-circuit won Washington twee titels in het enkelspel en vijftien in het dubbelspel. Op de WTA-tour won zij geen titels – wel bereikte zij drie finales, één in het enkelspel en twee in het dubbelspel.
Op Wimbledon 2005 bereikte zij de derde ronde in het enkelspel. Ook in het dubbelspel wist zij op enkele grandslamtoernooien tot de derde ronde te komen.
In 2005 en 2006 maakte Washington deel uit van het Amerikaanse Fed Cup-team – zij vergaarde daar een winst/verlies-balans van 0–2.
Washington was actief in het internationale tennis van 1993 tot en met 2011.

## Posities op deWTA-ranglijst
Positie per einde seizoen:
| jaar | rang enkelspel | rang dubbelspel |
| ---- | -------------- | --------------- |
| 1993 | 649            | –               |
| 1994 | 403            | –               |
| 1995 | 317            | –               |
| 1996 | 369            | –               |
| 1997 | 237            | –               |
| 1998 | 166            | 105             |
| 1999 | 125            | 185             |
| 2000 | 142            | 197             |
| 2001 | 150            | 317             |
| 2002 | 113            | 273             |
| 2003 | 178            | 83              |
| 2004 | 50             | 65              |
| 2005 | 74             | 84              |
| 2006 | 229            | 89              |
| 2007 | 1076           | 507             |
| 2008 | 312            | 111             |
| 2009 | 300            | 104             |
| 2010 | 328            | 130             |
| 2011 | 707            | 178             |

## Palmares
| Legenda                |
| ---------------------- |
| Grandslamtoernooi      |
| Olympische Spelen      |
| Year-End Championships |
| Tier I                 |
| Tier II                |
| Tier III               |
| Tier IV & V            |

### WTA-finaleplaatsen enkelspel
| nr.              | finale     | toernooi          | ondergrond | tegenstandster  | score    |         |
| ---------------- | ---------- | ----------------- | ---------- | --------------- | -------- | ------- |
| gewonnen finales |            |                   |            |                 |          |         |
| geen             |            |                   |            |                 |          |         |
| verloren finales |            |                   |            |                 |          |         |
| 1.               | 2004-10-10 | WTA Japan (Tokio) | hardcourt  | Maria Sjarapova | 0-6, 1-6 | details |

### WTA-finaleplaatsen vrouwendubbelspel
| nr.              | finale     | toernooi          | ondergrond    | partner          | tegenstandsters                   | score    |         |
| ---------------- | ---------- | ----------------- | ------------- | ---------------- | --------------------------------- | -------- | ------- |
| gewonnen finales |            |                   |               |                  |                                   |          |         |
| geen             |            |                   |               |                  |                                   |          |         |
| verloren finales |            |                   |               |                  |                                   |          |         |
| 1.               | 2004-10-10 | WTA Japan (Tokio) | hardcourt     | Jennifer Hopkins | Shinobu Asagoe Katarina Srebotnik | 1-6, 4-6 | details |
| 2.               | 2008-03-01 | WTA Memphis       | hardcourt (i) | Angela Haynes    | Lindsay Davenport Lisa Raymond    | 3-6, 1-6 | details |

## Resultaten grandslamtoernooien
| Legenda | Legenda                          |
| ------- | -------------------------------- |
| g.t.    | geen toernooi gehouden           |
| l.c.    | lagere categorie                 |
| –       | niet deelgenomen                 |
| G       | uitgeschakeld in de groepsfase   |
| 1R      | uitgeschakeld in de eerste ronde |
| 2R      | uitgeschakeld in de tweede ronde |
| 3R      | uitgeschakeld in de derde ronde  |
| 4R      | uitgeschakeld in de vierde ronde |
| KF      | uitgeschakeld in de kwartfinale  |
| HF      | uitgeschakeld in de halve finale |
| F       | de finale verloren               |
| W       | het toernooi gewonnen            |
| w-v     | winst/verlies-balans             |

### Enkelspel
| toernooi        | 1998 | 1999 | 2000 |    | 2002 | 2003 | 2004 | 2005 | 2006 |
| --------------- | ---- | ---- | ---- | -- | ---- | ---- | ---- | ---- | ---- |
| Australian Open | –    | –    | –    | –  | 1R   | –    | 2R   | 1R   |      |
| Roland Garros   | –    | –    | –    | –  | –    | –    | 1R   | 1R   |      |
| Wimbledon       | –    | –    | 1R   | –  | –    | 2R   | 3R   | 2R   |      |
| US Open         | 1R   | 1R   | 1R   | 2R | –    | 1R   | 1R   | –    |      |

### Vrouwendubbelspel
| Australian Open | –  | 1R | –  | 1R | 2R | 1R | –  | –  |
| Roland Garros   | –  | –  | –  | 2R | 1R | 1R | –  | –  |
| Wimbledon       | –  | 1R | 3R | 1R | 2R | 2R | 1R | –  |
| US Open         | 3R | 1R | 1R | 3R | 1R | –  | –  | 1R |

### Gemengd dubbelspel
| Australian Open | –  | –  | –  | –  |
| Roland Garros   | –  | –  | –  | –  |
| Wimbledon       | –  | –  | 2R | –  |
| US Open         | 1R | 1R | –  | 1R |